# HD 153716
HD 153716，又名CP-57 8265，SAO 244401、HR 6320，是一颗恒星，视星等为5.73，位于銀經331.89，銀緯-9.87，其B1900.0坐标为赤經16h 55m 53.6s，赤緯-57° -9.87′ 4″。